# Nattaporn Phanrit
Nattaporn Phanrit (en tailandés: ณัฐพร พันธุ์ฤทธิ์, Provincia de Nakhon Sawan, Tailandia, 11 de enero de 1982) es un exfutbolista y entrenador de fútbol de Tailandia que jugaba en la posición de defensa. Actualmente es el entrenador del Bang Pa-in Ayutthaya FC del nivel aficionado.

## Carrera

### Club
| Periodo   | Club                 | Apariciones | Goles |
| --------- | -------------------- | ----------- | ----- |
| 2001–2004 | Tobacco Monopoly     | 65          | 5     |
| 2005–2006 | PEA FC               | 46          | 2     |
| 2007–2008 | Chonburi FC          | 66          | 1     |
| 2009–2012 | Muangthong United    | 79          | 9     |
| 2012–2013 | BEC Tero Sasana      | 17          | 1     |
| 2013–2014 | Bangkok United       | 22          | 0     |
| 2014      | Air Force Central FC | 14          | 0     |
| 2015      | Pattaya United       | 17          | 0     |
| 2015–2018 | Royal Thai Navy FC   | 93          | 2     |

### Selección nacional
Jugó para Tailandia en 70 ocasiones de 2003 a 2012 y anotó tres goles; participó en dos ediciones de la Copa Asiática y en los Juegos Asiáticos de 2010.

## Logros

### Club
- Thai Premier League (3): 2004-05, 2009, 2010
- Copa Kor Royal (1): 2008

### Selección nacional
- Sea Games  (2): 2003, 2005
- T&T Cup (1): 2008

### Individual
- Defensa del Año de la Thai Premier League (1): 2008

## Estadísticas

### Goles con selección nacional
| #  | Fecha      | Sede                                     | Rival      | Marcador | Resultado | Torneo          |
| -- | ---------- | ---------------------------------------- | ---------- | -------- | --------- | --------------- |
| 1. | 22-12-2007 | Rajamangala Stadium, Bangkok, Tailandia  | Uzbekistán | 3–2      | 3-2       | 2007 King's Cup |
| 2  | 24-12-2007 | Rajamangala Stadium, Bangkok, Tailandia  | Irak       | 1–0      | 2-1       | 2007 King's Cup |
| 3. | 16-11-2008 | Mỹ Đình National Stadium, Hanói, Vietnam | Vietnam    | 1–0      | 2-2       | 2008 T&T Cup    |